# Hermanovce
Hermanovce (ungarisch Sztankahermány – bis 1888 Hermány) ist eine Gemeinde im Osten der Slowakei mit 1738 Einwohnern (Stand 31. Dezember 2024), die zum Okres Prešov, einem Kreis des Prešovský kraj gehört.

## Geographie

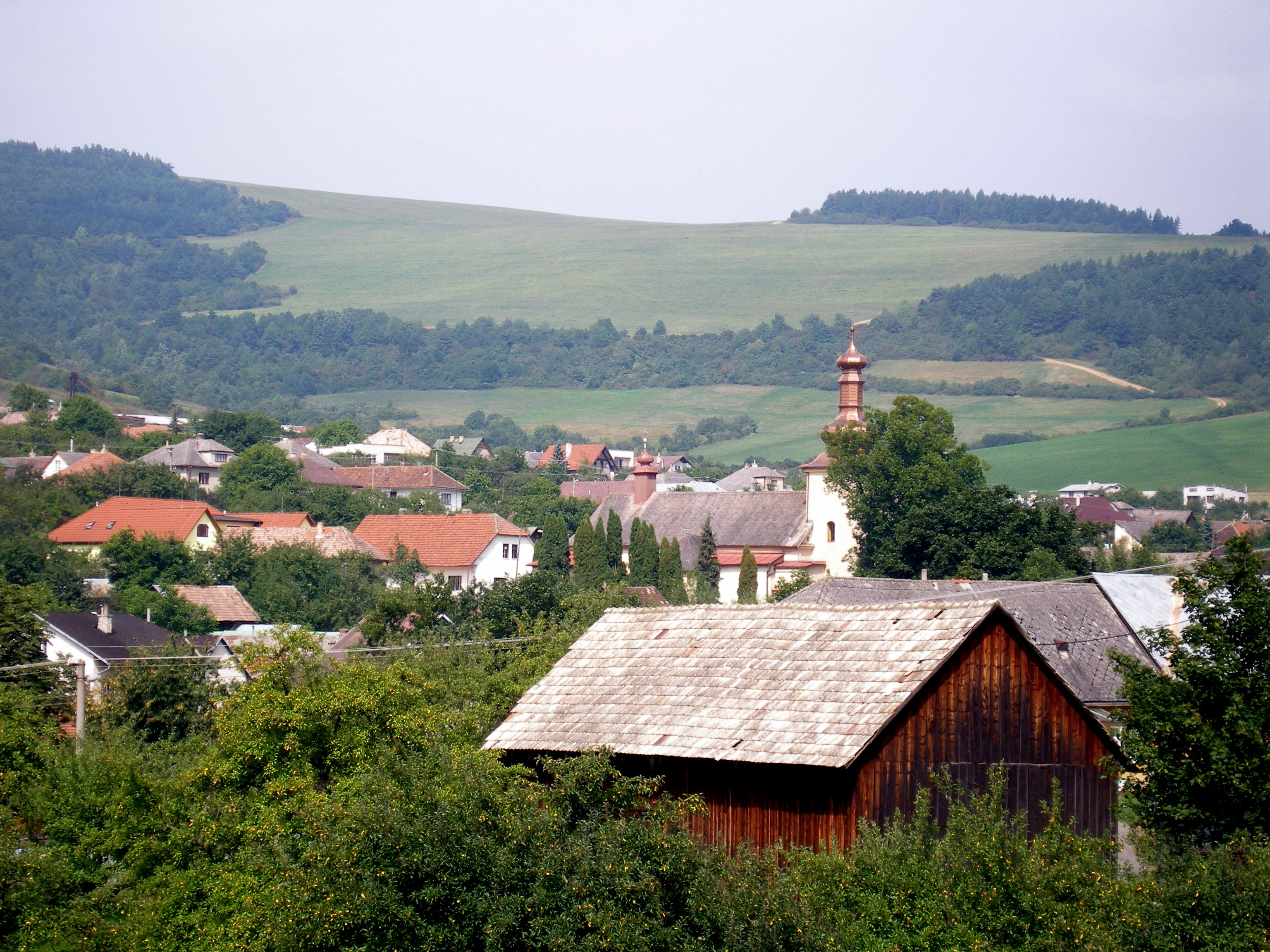
Blick auf den Ort und umliegende Landschaft

Die Gemeinde befindet sich im Westteil des Berglands Šarišská vrchovina am Bach Hermanka. Das Ortszentrum liegt auf einer Höhe von 465 m n.m. und ist neun Kilometer von Sabinov und 20 Kilometer von Prešov entfernt.

## Geschichte

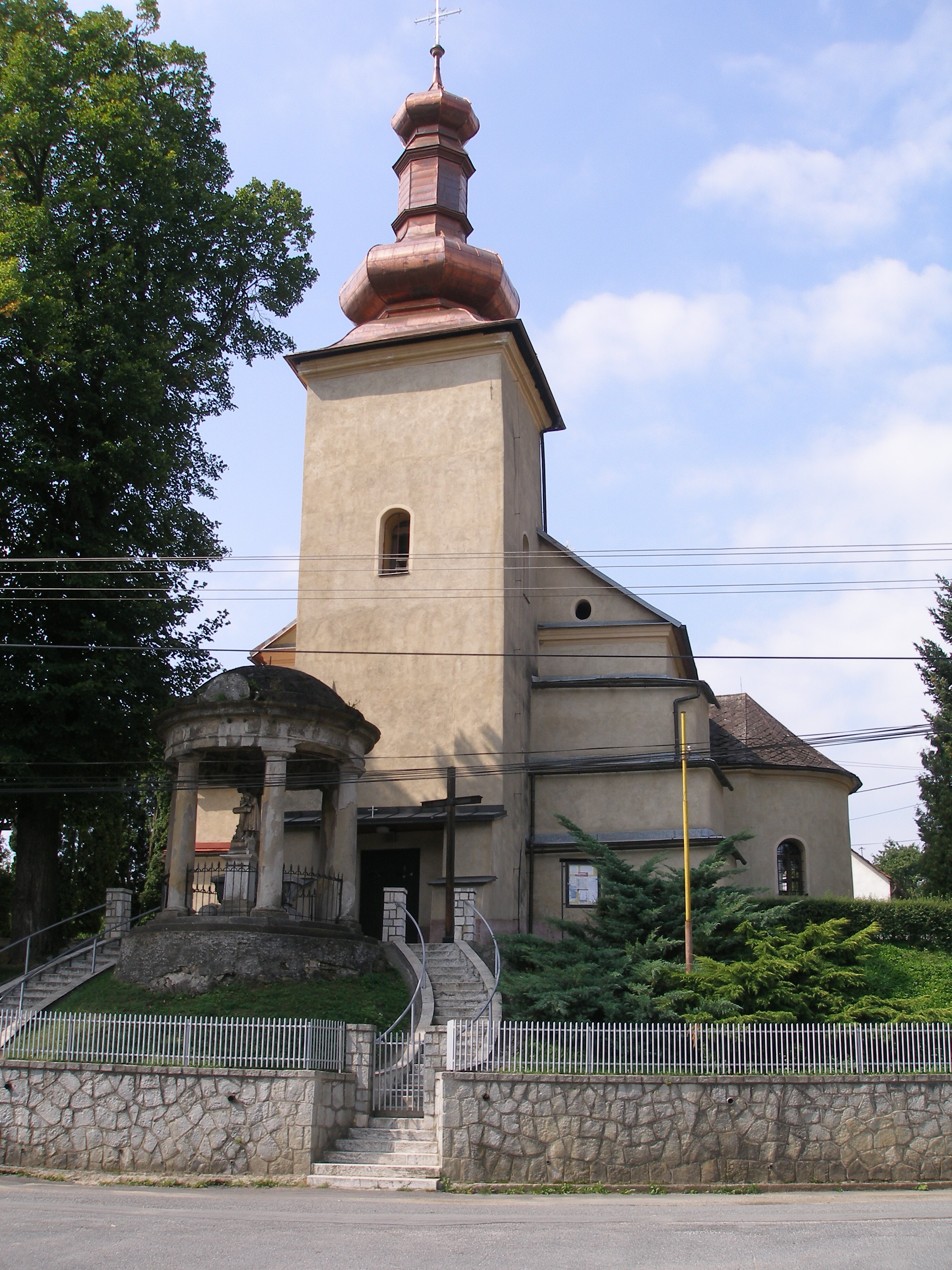
Kirche von Hermanovce

Hermanovce wurde zum ersten Mal 1320 als villa Hermani Superior et Inferior schriftlich erwähnt, nachdem es gegen 1300 gegründet worden war. Die Teilung in einen oberen und unteren Teil ist auf eine Teilung zwischen den Söhnen des damaligen Landherrn von Svinia, zu dessen Gut der Ort gehörte, zurückzuführen. 1427 gab es im Dorf gegen 50 Untertan-Familien. Erst im 18. Jahrhundert kam es zur Wiedervereinigung der durch den Bach Hermanka getrennte Orte. 1828 sind 88 Häuser und 656 Einwohner verzeichnet.
Der Name stammt vom Namen eines Schultheißes, dem Gründer des Ortes, der Hermann hieß.

## Bevölkerung
| Jahr                | 1994 | 2004     | 2014     | 2024    |
| ------------------- | ---- | -------- | -------- | ------- |
| Anzahl der Personen | 1359 | 1539     | 1879     | 1738    |
| Unterschied         |      | +13,24 % | +22,09 % | −7,50 % |

| Jahr                | 2023 | 2024    |
| ------------------- | ---- | ------- |
| Anzahl der Personen | 1704 | 1738    |
| Unterschied         |      | +1,99 % |

Ergebnisse der Volkszählung 2001 (1467 Einwohner):
| Nach Ethnie: - 78,25 % Slowaken - 21,34 % Zigeuner - 0,20 % Magyaren - 0,14 % Tschechen | Nach Konfession: - 98,23 % römisch-katholisch - 0,96 % keine Angabe - 0,34 % konfessionslos - 0,27 % griechisch-katholisch - 0,20 % evangelisch |

## Bauwerke
- römisch-katholische Kirche aus der Hälfte des 17. Jahrhunderts
- Landsitz aus dem Ende des 18. Jahrhunderts
- Landschloss aus dem Anfang des 19. Jahrhunderts